# Andreas-Reischek-Preis
Der Andreas-Reischek-Preis, nach dem Journalisten Andreas Reischek (1892–1965) benannt, war ein Hörfunkpreis in Österreich.
Der Andreas-Reischek-Preis wurde von 1976 bis 2010 alle zwei Jahre vom Landesstudio Oberösterreich des Österreichischen Rundfunks organisiert und von einer unabhängigen Jury vergeben. Er war zuletzt mit 7.500 Euro dotiert. Es gab folgende Kategorien: Österreichweites Radio; Lokalradios, Regionalradios; Audio-on-Demand, Radio online, Radio im Internet und Radio-Ideen.

## Preisträger
- 1976: Rainer Rosenberg
- 1978: Werner Kofler
- 1980: Alfred Pittertschatscher
- 1982: Wolfgang Kos
- 1984: Freddie Kräftner, Rainer Rosenberg
- 1986: Hubert Gaisbauer
- 1988: Michael Schrott
- 1990: Ludwig Fels, Robert Weichinger
- 1992: Bernhard Knoll, Michael Weiner
- 1994: Isabelle Muhr
- 1996: Alexander Lutz
- 1998: Heidi Grundmann, Herbert Depner, Paul Fischnaller, Mischa Zickler
- 2000: Christian Brüser
- 2002: Alfred Koch
- 2004: keine Vergabe
- 2006: Markus Müller
- 2008: Ewald Hiebl für ein Salzburger Nachtstudio zum Thema Einheit und Vielfalt. Blicke auf Europa.[1]
- 2010: Brigitte Stackl-Fuchs, Johannes Jetschgo für ein Journal-Panorama (2009) zum Thema Vom Eisernen Vorhang zum Grünen Band Europas.[2]